# Studio-Theater

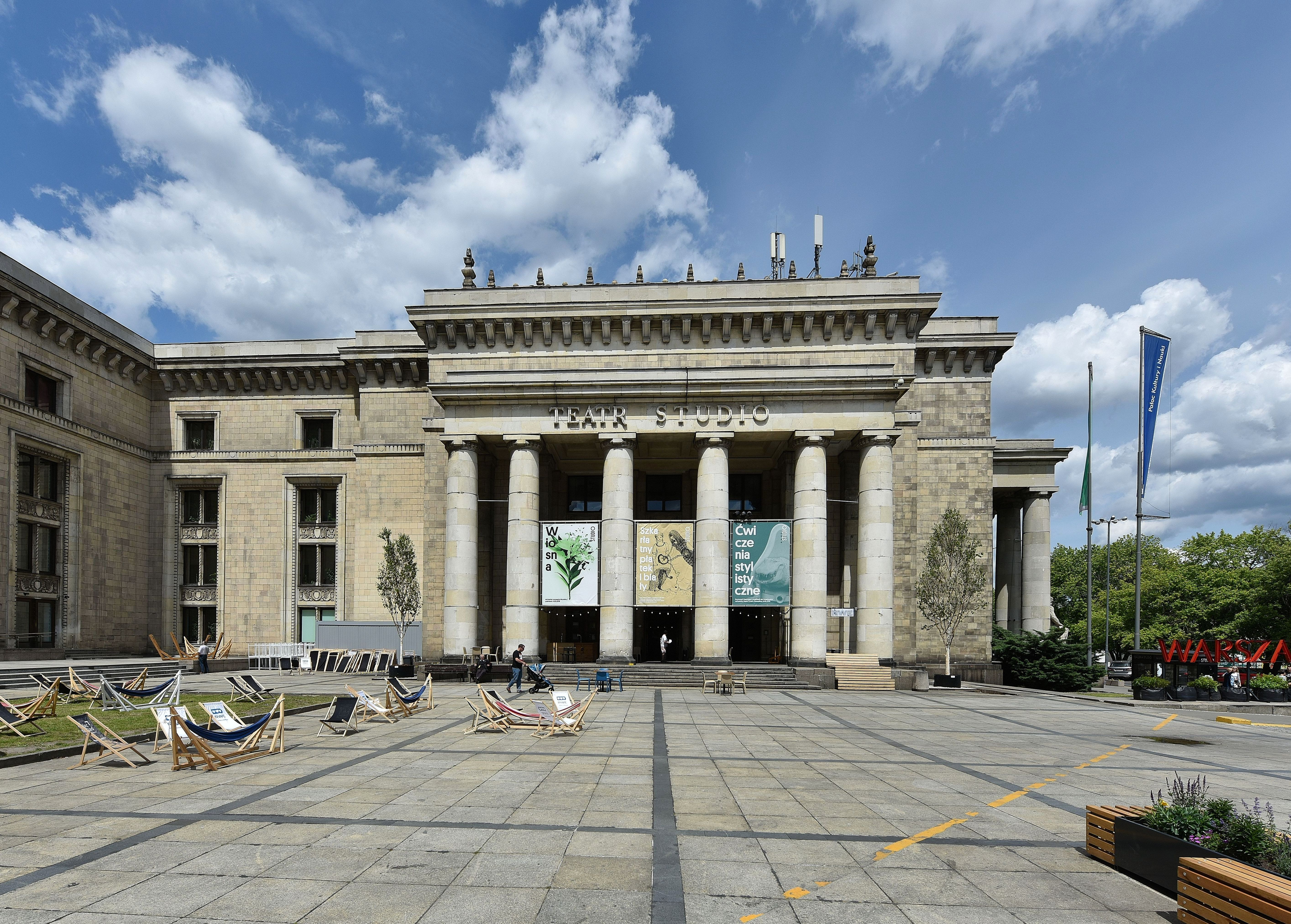
Frontansicht des Studio-Theaters (2016)

Das Studio-Theater (polnisch Teatr Studio im. Stanisława Ignacego Witkiewicza, kurz: Teatr Studio; 1980–1985: Centrum Sztuki Studio Teatr – Galeria, 1985–2008: Centrum Sztuki Studio im. Stanisława Ignacego Witkiewicza) ist ein Stadttheater im rechten Flügel des Kulturpalastes am Plac Defilad 1 in Warschau.

## Geschichte
1971 übernahm Józef Szajna die Leitung über das Klassische Theater (Teatr Klasyczny) und wandelte es 1972 in das Studio-Theater um. Als Autorentheater setzte es sich von dem gegenüber gelegenen Dramatischen Theater (Teatr Dramatyczny) unter der Leitung von Gustaw Holoubek ab, das auf ein literarisches Repertoire setzte. Unter der Leitung von Szajna wurden die Autorenstücke Repliki (1972 und 1973), Witkacy (1972), Gulgutiera (1973), Dante (1974), Cervantes (1976), Majakowski (1978) aufgeführt. Daneben wurden die Stücke Dobrodziej złodziei von Karol Irzykowski (1975) und Śmierć na gruszy von Witold Wandurski (1978) inszeniert. Unter Szajnas Leitung hatte das Theater den Ruf eines der avantgardistischsten Theater in Polen. 1972 wurde neben dem Theater eine Galerie für zeitgenössische Kunst sowie eine Schule für Szenografie für Studenten der Akademie der Bildenden Künste Warschau gegründet. 1980 wurde das Theater in Studio–Kunstzentrum Theater – Galerie (Centrum Sztuki Studio Teatr – Galeria), um die Verbindung des Theaters mit der Kunstgalerie zu unterstreichen.
Im Dezember 1981 reichte Szajna nach Zerwürfnissen mit dem Ensemble seinen Rücktritt ein, der mit dem Ausruf des Kriegsrechts in Polen zusammenfiel. 1982 wurde der Vizedirektor des Kulturamtes der Stadt Warschau Waldemar Dąbrowski zum Theaterleiter berufen. Als künstlerischen Leiter empfahl Szajna den Regisseur und Szenografen Jerzy Grzegorzewski. In demselben Jahr entstand eine Veranstaltungsagentur unter der Leitung von Władysław Serwatowski. 1984 erhielt das von Franciszek Wybrańczyk und Yehudi Menuhin gegründete Orchester Sinfonia Varsovia im Theater ihren Sitz und Probensaal.
Am 24. Februar 1985, dem 100. Geburtstag von Stanisław Ignacy Witkiewicz, wurde das Theater ihm zu Ehren in Centrum Sztuki Studio im. Stanisława Ignacego Witkiewicza benannt. Zu den wichtigsten Inszenierung unter der Leitung von Grzegorzewski zählen Parawany von Jean Genet (1982), Pułapka von Tadeusz Różewicz (1984), Dziady – improwizacje nach Adam Mickiewicz (1987) und Śmierć Iwana Iljicza nach Lew Nikolajewitsch Tolstoi (1991) sowie die Autorenstücke Powolne ciemnienie malowideł (1985), Tak zwana ludzkość w ołędzie (1987), Usta milczą, dusza śpiewa (1988), Miasto liczy psie nosy (1991), Cztery komedie równoległe (1994) und La Bohème (1995). Zudem arbeitete Grzegorzewski einige Jahre mit Tadeusz Łomnicki zusammen, die in der Aufführung des Stücks Ostania taśma 1985 mündete. 1990 übernahm Grzegorzewski auch die Leitung des Theaters nach dem Austritt von Dąbrowski.
1997 übernahm Grzegorzewski die Leitung des wiederaufgebauten Nationaltheaters und nahm ein Teil des Ensembles mit. Die künstlerische Leitung übertrug er Zbigniew Broza und die Direktion dem ehemaligen Vizedirektor Krzysztof Kosmala. Unter Brzoza änderte sich das Profil des Theaters: anstelle von Autorenstücken stand die zeitgenössische Dramaturgie im Fokus, z. B. die Stücke Nareszcie koniec (1998), Miłość na Madagaskarze (2000) und Pasja (2007) von Peter Turrini, Mała Steinberg von Lee Hall (2001) und Więź von Rony Munro (2004). Einen festen Platz im Repertoire nahmen die poetischen Kammerspiele von Irena Jun (2004, 2005) ein. Daneben wurden auch Lesungen der Schauspielerinnen Edyta Jungowska (2000), Monika Świtaj (2001) und Ewa Błaszczyk (2006) ins Programm aufgenommen.
2007 wurde Bartosz Zaczykiewicz zum künstlerischen Leiter und Direktor berufen, nachdem das Theater an Popularität verlor. Zaczykiewicz hatte zuvor das Jan-Kochanowski-Theater in Opole erfolgreich geführt. Er führte seine in Opole begonnene Zusammenarbeit mit Marek Fiedor weiter und führte nur bei einem Stück 2008 allein Regie. Nachdem die Sinfonia Varsovia, die nun eigene Räumlichkeiten erhalten sollte den Vertrag mit dem Kunstzentrum gekündigt hatte und zudem die Veranstaltungsagentur aufgelöst worden war, wurde das Theater am 1. Januar 2008 wieder in Studio-Theater umbenannt. Da das Theater in eine tiefere Krise geriet, trat Zaczykiewicz Mitte 2009 zurück.
2010 übernahm Grzegorz Bral die künstlerische Leitung und Maciej Klimczak die Direktion. Bral öffnete das Theater erneut für experimentelle Aufführungen mit seinen Vorstellungen Ćwiczenia z Ionesco (2011), Idiota nach Fjodor Michailowitsch Dostojewski (2011) und Sierpień von Tracy Letts (2012).
2011 wurde Roman Osadnik die Direktion übertragen, der das Repertoire in kurzer erweiterte und dem es gelang die Besucherzahlen zu steigern.
2012 übernahm Agnieszka Glińska die künstlerische Leitung und erweiterte das Ensemble. Zudem wurde die Große Bühne nach Józef Szajna und die Kunstgalerie nach Jerzy Grzegorzewski benannt. Glińska und Osadnik gelang es, dem Theater zu neuer Popularität zu verhelfen. Aufgrund von Konflikten mit der Theaterdirektion trat Glińska im Dezember 2015 zurück.
Im April 2016 übernahm Natalia Korczakowska die künstlerische Leitung des Theaters.

## Bühnen
Das Studio-Theater hat zwei Bühnen. Die Größe Bühne (Duża Scena) bietet bis zu 299 Plätze. Die kleinere Bühne (Scena Malarnia), die ehemals eine Malerwerkstatt war, bietet Platz für 120 Zuschauer.

## Regie
Die Regie führten im Studio-Theater Lidia Zamkow (1972 und 1973), Helmut Kajzar (1972 und 1974), Stanisław Różewicz (1976), Hanna Skarżanka (1977), Andrzej Markowicz (1977 und 1979), Henryk Baranowski (1980, 1985), Antoni Libera (1985 und 1986), Jeryz Kalina (1989), Mariusz Teliński (1992), Ewa Bułhak (1993 und 1995), Zbigniew Brzoza (1996), Oskaras Koršunovas (1989, 2001), Rimas Tuminas (2006), Michał Siegoczyński (2008), Michał Zadara (2008), Paweł Aigner (2008), Wojciech Klemm (2009), Tomasz Hynek (2009), Kuba Kowalski (2012), Iwan Wyrypajew (2013), Radosław Rychcik (2015) und Maria Żynel (2015).

## Schauspieler
Unter der Leitung von Szajna spielten Olga Bielska, Jolanta Hanisz, Leszek Herdegen, Jacek Jarosz, Ewa Kozłowska, Tomasz Marzecki, Wiesława Niemyska, Helena Norowicz, Antoni Pszoniak, Józef Wieczorek sowie Irena Jun und Stanisław Brudny.
Unter der Leitung von Grzegorzewski spielten Mariusz Benoit, Andrzej Blumenfeld, Teresa Budzisz-Krzyżanowska, Stanisława Celińska, Anna Chodakowska, Józef Duriasz, Bogusław Linda, Olgierd Łukaszewicz, Krzysztof Majchrzak, Mieczysław Milecki, Ewa Mirowska, Jan Peszek, Anna Romantowska, Zdzisław Tobiasz, Marek Walczewski, Jerzy Zelnik und Stanisław Szymański. Die Schauspieler Zbigniew Zamachowski und Wojciech Malajkat spielten hier ihre ersten großen Rollen.
Gegenwärtig (2018) spielen Ewa Błaszczyk, Dominika Biernat, Marta Juras, Tomasz Nosinski, Monika Obara, Dominika Ostałowska, Anna Paruszyńska, Marcin Pempuś, Bartosz Porczyk, Halina Rasiakówna, Natalia Rybicka, Krzysztof Strużycki, Monika Świtaj, Andrzej Szeremeta, Robert Wasiewicz, Ewelina Żak, Krzysztof Zarzecki und Mirosław Zbrojewicz.